# Senecio adamantinus
Senecio adamantinus là một loài thực vật có hoa trong họ Cúc. Loài này được Bong. miêu tả khoa học đầu tiên năm 1838.